# Já sei namorar
Já sei namorar (in italiano So già amare) è un brano musicale del gruppo brasiliano dei Tribalistas, collaborazione nata nel 2002 fra tre artisti: la cantautrice e produttrice Marisa Monte, il poeta e musicista Arnaldo Antunes ed il percussionista Carlinhos Brown. Il brano è il primo singolo estratto dal loro primo ed unico album, l'omonimo Tribalistas.

## Descrizione
La canzone ottiene un'accoglienza positiva non soltanto nel loro Paese di origine, ma anche in Europa, dove diventa un vero e proprio tormentone estivo.
I Tribalistas si sono esibiti con Já sei namorar all'Arena di Verona, in occasione della serata conclusiva del Festivalbar 2003. La canzone è inoltre tra le colonne sonore del videogioco Fifa 2004.
Nel 2022 Carolina Bubbico ha pubblicato come singolo una versione in italiano del brano intitolata Quanto ti voglio, nella traduzione di Massimiliano De Tomassi e Filippo Bubbico.

## Tracce
1. Já sei namorar (Album Version) - 3:16
2. Já sei namorar (Chris Franck Remix) - 4:29

## Classifiche internazionali
| Classifica (2003) | Massima posizione |
| ----------------- | ----------------- |
| Brasile           | 1                 |
| Francia           | 84                |
| Italia            | 33                |
| Paesi Bassi       | 15                |
| Portogallo        | 2                 |
| Svizzera          | 75                |

| Classifica di fine anno (2003) | Posizione |
| ------------------------------ | --------- |
| Brasile                        | 19        |